# توني روديل
توني روديل (بالإنجليزية: Tony Rodwell)‏ هو لاعب كرة قدم بريطاني في مركز نصف الجناح، ولد في 26 أغسطس 1962 في ساوثبورت ‏ في المملكة المتحدة. لعب مع نادي بلاكبول ونادي رانكورن هالتون ونادي ساوثبورت ونادي سكاربورو وويغان أتلتيك.

## وصلات خارجية
- توني روديل على موقع قاعدة بيانات كرة القدم.إي يو (الإنجليزية)
- توني روديل على موقع Soccerbase.com (لاعب) (الإنجليزية)